# Кукиз'15
Кукиз'15 (на полски: Kukiz'15) е дясна популистка политическа партия в Полша.
Създадена е през май 2015 година от музиканта Павел Кукиз, след като той получава 21% от гласовете на президентските избори същия месец. Партията се обявява срещу съществуващите политически партии и за въвеждане на мажоритарна система. На изборите през октомври 2015 година партията е трета с 9% от гласовете и 42 от 460 депутати в Сейма.